# Louisa Moritz
Pour les articles homonymes, voir Moritz.
Ciro Netto Castro, connue sous le nom de scène Louisa Moritz  est une actrice américaine née le 25 septembre 1946 à La Havane et morte le 30 janvier 2019 à Los Angeles,.

## Biographie
Luisa Cira Castro Netto est née à La Havane, à Cuba, et a quitté Cuba au cours du bouleversement politique des années 1950 et du début des années 1960, se cachant à bord d'un navire et se rendant à New York. Elle a choisi le nom de scène de Moritz après avoir vu l'hôtel St. Moritz à New York et a ensuite nommé le bien qu'elle avait acheté à l'hôtel S. Reeves Saint Moritz. Elle a eu un fils qui est resté à Flushing, New York pour être élevé par sa sœur quand elle est partie pour Hollywood.
Démarrant comme actrice dans les années 1970, Louisa Moritz est aussi juriste. Elle s'est retirée des écrans en 1995.
Elle meurt de causes naturelles le 30 janvier 2019 à 72 ans.

## Filmographie

### Cinéma
- 1970 : The Man from O.R.G.Y. de James Hill
- 1974 : The Nine Lives of Fritz the Cat de Robert Taylor : Chita (voix)
- 1975 : Fore Play de John G. Avildsen, Bruce Malmuth et Robert McCarty : Lt. Sylvia Arliss
- 1975 : La Course à la mort de l'an 2000 de Paul Bartel : Myra
- 1975 : Vol au-dessus d'un nid de coucou de Miloš Forman : Rose
- 1977 : The Happy Hooker Goes to Washington de William A. Levey : Nathalie Nussbaum
- 1978 : Faut trouver le joint (Up in Smoke)  de Lou Adler
- 1979 : Cuba de Richard Lester : Miss Wonderly
- 1980 : New Year's Evil d'Emmett Alston: Sally
- 1981 : Sanglantes Confessions (True Confessions) d'Ulu Grosbard : une prostituée
- 1981 : Lunch Wagon de Ernest Pintoff: Sunshine
- 1982 : The Last American Virgin de Boaz Davidson : Carmela
- 1983 : Les Anges du mal (Chained Heat) de Paul Nicholas : Bubbles
- 1985 : Hot Chili de William Sachs
- 1995 : Galaxis de William Mesa
- 2000 : The Independent de Stephen Kessler

### Télévision
- 1975 : MASH (série télévisée) : épisode Bombed